# Campeonato de Chipre de ciclismo em estrada
Os campeonatos de Chipre de ciclismo em estrada são disputados todos os anos, no Chipre.

## Pódios dos campeonatos masculinos

### Ciclismo em estrada
| Ano  | Ganhador               | Segundo                | Terceiro                  |
| ---- | ---------------------- | ---------------------- | ------------------------- |
| 2001 | Alexis Charalambous    | Nikos Dimitriou        | Nikos Dimitriou           |
| 2002 | Nikos Dimitriou        | Georgios Fattas        | Theódoros Vitouladítis    |
| 2007 | Christos Kythreotis    | Petros Prekas          | Vassílis Adámou           |
| 2008 | Nikos Dimitriou        | Georgios Fattas        | Theódoros Vitouladítis    |
| 2009 | Vassílis Adámou        | Mários Athanasiádis    | Michális Kítis            |
| 2010 | Vassílis Adámou        | Mários Athanasiádis    | Michális Kítis            |
| 2011 | Mários Athanasiádis    | Michális Kítis         | Vassílis Adámou           |
| 2012 | Vassílis Adámou        | Mários Athanasiádis    |                           |
| 2013 | Mários Athanasiádis    | Andréas Petrídis       | Dêmos Paltayian           |
| 2014 | Armándo Archimandrítis | Mários Athanasiádis    | Michael Christodoulos     |
| 2015 | Constantínos Thymídes  | Andréas Christofí      | Constantínos Demosthénous |
| 2016 | Armándo Archimandrítis | Constantínos Thymídes  | Andréas Christofí         |
| 2017 | Aléxandros Agrótis     | Constantínos Thymídes  | Andréas Miltiádis         |
| 2018 | Aléxandros Matsángos   | Andréas Miltiádis      | Armándo Archimandrítis    |
| 2019 | Andréas Miltiádis      | Armando Archimandritis | Petros Procopides         |

### Contrarrelógio
| Ano  | Ganhador               | Segundo                | Terceiro                 |
| ---- | ---------------------- | ---------------------- | ------------------------ |
| 2001 | Alexis Charalambous    | Antonis Antoniou       | Nikos Dimitriou          |
| 2002 | Theódoros Vitouladítis | Nikos Dimitriou        | Andreas Nikolaou         |
| 2007 | Christos Kythreotis    | Petros Prekas          | Andreas Nikolaou         |
| 2008 | Andreas Nikolaou       | Timotheos Skettos      | Mários Athanasiádis      |
| 2009 | Vassílis Adámou        | Mários Athanasiádis    | Kyriakos Skettos         |
| 2010 | Vassílis Adámou        |                        |                          |
| 2011 | Vassílis Adámou        | Demetris Votsis        | Mários Athanasiádis      |
| 2012 | Mários Athanasiádis    |                        |                          |
| 2013 | Mários Athanasiádis    |                        |                          |
| 2014 | Michael Christodoulos  | Chrístos Loïzou        | Mários Athanasiádis      |
| 2015 | Andréas Miltiádis      | Andréas Christofí      | Charalambos Kathidjiotis |
| 2016 | Andréas Miltiádis      | Armándo Archimandrítis | Andréas Christofí        |
| 2017 | Andréas Miltiádis      | Aléxandros Agrótis     | Armándo Archimandrítis   |
| 2018 | Andréas Miltiádis      | Aléxandros Agrótis     | Aléxandros Matsángos     |
| 2019 | Andréas Miltiádis      | Aléxandros Matsángos   | Charalambos Kathidjiotis |

### Ciclismo em estrada esperanças
| Ano  | Ganhador             | Segundo           | Terceiro                  |
| ---- | -------------------- | ----------------- | ------------------------- |
| 2015 | Valentinos Demetriou | Andréas Miltiádis | Kyriacos Papacharalambous |
| 2016 | Evangelos Thoma      | Andréas Miltiádis | Michael Christodoulos     |

### Contrarrelógio Esperanças
| Ano  | Ganhador          | Segundo         | Terceiro        |
| ---- | ----------------- | --------------- | --------------- |
| 2015 | Andréas Miltiádis |                 |                 |
| 2016 | Andréas Miltiádis | Kyriacos Petrou | Evangelos Thoma |

## Pódios dos campeonatos femininos

### Ciclismo em estrada
| Ano  | Vencedor           | Segundo             | Terceiro             |
| ---- | ------------------ | ------------------- | -------------------- |
| 2001 | Elina Sofokleous   |                     |                      |
| 2002 | Elina Sofokleous   | Katerina Stavrou    | Christina Nikolaou   |
| 2007 | Demetra Antoniou   | Marina Theodorou    |                      |
| 2010 | Antri Christoforou | Marina Theodorou    | Nasia Konstantinou   |
| 2013 | Antri Christoforou | Antigoni Katsikidou |                      |
| 2015 | Karmen Macheriotou | Demetra Antoniou    | Marina Theodorou     |
| 2016 | Antri Christoforou | Marina Theodorou    |                      |
| 2017 | Antri Christoforou | Marina Theodorou    |                      |
| 2018 | Antri Christoforou | Maria Yiavashi      | Sotiria Panagiotou   |
| 2019 |                    |                     |                      |
| 2020 |                    |                     |                      |
| 2021 | Antri Christoforou | Eleni Koukouma      | Constantina Georgiou |
| 2022 | Antri Christoforou | Dimitra Koukouma    | Styliana Kamilari    |
| 2023 | Antri Christoforou |                     |                      |
| 2024 | Antri Christoforou | Ekaterina Kovalchuk | Constantina Georgiou |

### Contrarrelógio
| Ano  | Vencedor           | Segundo            | Terceiro           |
| ---- | ------------------ | ------------------ | ------------------ |
| 2001 | Elina Sofokleous   | Maria Soteriou     |                    |
| 2002 | Elina Sofokleous   | Christina Nikolaou | Antri Panteli      |
| 2007 | Marina Theodorou   |                    |                    |
| 2013 | Antri Christoforou |                    |                    |
| 2015 | Karmen Macheriotou | Marina Theodorou   | Demetra Antoniou   |
| 2016 | Antri Christoforou | Marina Theodorou   |                    |
| 2017 | Marina Theodorou   | Antri Christoforou |                    |
| 2018 | Antri Christoforou | Maria Yiavashi     | Marina Theodorou   |
| 2019 | Antri Christoforou | Maria Yiavashi     | Yeorjia Giagkoulla |
| 2020 |                    |                    |                    |
| 2021 | Antri Christoforou | Dimitra Koukouma   | Yeorjia Giagkoulla |
| 2022 | Antri Christoforou | Styliana Kamilari  | Dimitra Koukouma   |
| 2023 | Antri Christoforou |                    |                    |
| 2024 | Antri Christoforou | Dimitra Koukouma   | Styliana Kamilari  |